# Leonel Moreira
Leonel Gerardo Moreira Ledezma (Heredia, 2 aprile 1990) è un calciatore costaricano, portiere dell'Alajuelense e della nazionale costaricana.

## Carriera

### Club
Ha iniziato a giocare nell'Herediano nel 2009.

### Nazionale
Ha giocato nella nazionale costaricana Under-23.
Ha debuttato in nazionale maggiore nel 2011.
Viene convocato per la Copa América Centenario negli Stati Uniti, al posto dell'infortunato Esteban Alvarado.

## Statistiche

### Cronologia presenze e reti in nazionale
| Cronologia completa delle presenze e delle reti in nazionale ― Costa Rica | Cronologia completa delle presenze e delle reti in nazionale ― Costa Rica | Cronologia completa delle presenze e delle reti in nazionale ― Costa Rica | Cronologia completa delle presenze e delle reti in nazionale ― Costa Rica | Cronologia completa delle presenze e delle reti in nazionale ― Costa Rica | Cronologia completa delle presenze e delle reti in nazionale ― Costa Rica | Cronologia completa delle presenze e delle reti in nazionale ― Costa Rica | Cronologia completa delle presenze e delle reti in nazionale ― Costa Rica |
| Data                                                                      | Città                                                                     | In casa                                                                   | Risultato                                                                 | Ospiti                                                                    | Competizione                                                              | Reti                                                                      | Note                                                                      |
| ------------------------------------------------------------------------- | ------------------------------------------------------------------------- | ------------------------------------------------------------------------- | ------------------------------------------------------------------------- | ------------------------------------------------------------------------- | ------------------------------------------------------------------------- | ------------------------------------------------------------------------- | ------------------------------------------------------------------------- |
| 2-7-2011                                                                  | San Salvador de Jujuy                                                     | Colombia                                                                  | 1 – 0                                                                     | Costa Rica                                                                | Coppa America 2011 - 1º turno                                             | -1                                                                        |                                                                           |
| 8-7-2011                                                                  | San Salvador de Jujuy                                                     | Costa Rica                                                                | 2 – 0                                                                     | Bolivia                                                                   | Coppa America 2011 - 1º turn                                              | -                                                                         |                                                                           |
| 12-7-2011                                                                 | Córdoba                                                                   | Argentina                                                                 | 3 – 0                                                                     | Costa Rica                                                                | Coppa America 2011 - 1º turno                                             | -3                                                                        |                                                                           |
| 26-1-2014                                                                 | Los Angeles                                                               | Costa Rica                                                                | 0 – 1                                                                     | Corea del Sud                                                             | Amichevole                                                                | -1                                                                        |                                                                           |
| 28-5-2016                                                                 | San José                                                                  | Costa Rica                                                                | 2 – 1                                                                     | Venezuela                                                                 | Amichevole                                                                | -                                                                         | 46’                                                                       |
| 15-1-2017                                                                 | Panama                                                                    | Belize                                                                    | 0 – 3                                                                     | Costa Rica                                                                | Coppa centroamericana 2017                                                | -                                                                         |                                                                           |
| 14-11-2017                                                                | Budapest                                                                  | Ungheria                                                                  | 1 – 0                                                                     | Costa Rica                                                                | Amichevole                                                                | -1                                                                        |                                                                           |
| 3-6-2018                                                                  | San José                                                                  | Costa Rica                                                                | 3 – 0                                                                     | Irlanda del Nord                                                          | Amichevole                                                                | -                                                                         | 34’                                                                       |
| 11-9-2018                                                                 | Suita                                                                     | Giappone                                                                  | 3 – 0                                                                     | Costa Rica                                                                | Amichevole                                                                | -1                                                                        | 46’                                                                       |
| 6-6-2019                                                                  | Lima                                                                      | Perù                                                                      | 1 – 0                                                                     | Costa Rica                                                                | Amichevole                                                                | -1                                                                        |                                                                           |
| 16-6-2019                                                                 | San José                                                                  | Costa Rica                                                                | 4 – 0                                                                     | Nicaragua                                                                 | Gold Cup 2019 - 1º turno                                                  | -                                                                         |                                                                           |
| 21-6-2019                                                                 | Frisco                                                                    | Costa Rica                                                                | 2 – 1                                                                     | Bermuda                                                                   | Gold Cup 2019 - 1º turno                                                  | -1                                                                        |                                                                           |
| 24-6-2019                                                                 | Harrison                                                                  | Haiti                                                                     | 2 – 1                                                                     | Costa Rica                                                                | Gold Cup 2019 - 1º turno                                                  | -2                                                                        |                                                                           |
| 28-6-2019                                                                 | Houston                                                                   | Messico                                                                   | 1 – 1 dts (5 – 4 dtr)                                                     | Costa Rica                                                                | Gold Cup 2019 - Quarti di finale                                          | -1                                                                        |                                                                           |
| 27-3-2021                                                                 | Zenica                                                                    | Bosnia ed Erzegovina                                                      | 0 – 0                                                                     | Costa Rica                                                                | Amichevole                                                                | -                                                                         |                                                                           |
| 3-6-2021                                                                  | Denver                                                                    | Messico                                                                   | 0 – 0 dts (5 – 4 dtr)                                                     | Costa Rica                                                                | CONCACAF Nations League 2019-2020 - Semifinale                            | -                                                                         |                                                                           |
| 6-6-2021                                                                  | Denver                                                                    | Honduras                                                                  | 2 – 2 dts (7 – 6 dtr)                                                     | Costa Rica                                                                | CONCACAF Nations League 2019-2020 - Finale 3º posto                       | -2                                                                        |                                                                           |
| 9-6-2021                                                                  | Sandy                                                                     | Stati Uniti                                                               | 4 – 0                                                                     | Costa Rica                                                                | Amichevole                                                                | -4                                                                        |                                                                           |
| 12-7-2021                                                                 | Orlando                                                                   | Costa Rica                                                                | 3 – 1                                                                     | Guadalupa                                                                 | Gold Cup 2021 - 1º turno                                                  | -1                                                                        |                                                                           |
| 20-7-2021                                                                 | Orlando                                                                   | Costa Rica                                                                | 1 – 0                                                                     | Giamaica                                                                  | Gold Cup 2021 - 1º turno                                                  | -                                                                         | 72’                                                                       |
| 14-10-2021                                                                | Columbus                                                                  | Stati Uniti                                                               | 2 – 1                                                                     | Costa Rica                                                                | Qual. Mondiali 2022                                                       | -1                                                                        | 46’                                                                       |
| 12-11-2021                                                                | Edmonton                                                                  | Canada                                                                    | 1 – 0                                                                     | Costa Rica                                                                | Qual. Mondiali 2022                                                       | -1                                                                        |                                                                           |
| 2-6-2022                                                                  | Panama                                                                    | Panama                                                                    | 2 – 0                                                                     | Costa Rica                                                                | CONCACAF Nations League 2022-2023 - 1º turno                              | -2                                                                        | 73’                                                                       |
| Totale                                                                    |                                                                           | Presenze                                                                  | 23                                                                        |                                                                           | Reti                                                                      | -23                                                                       |                                                                           |

## Palmarès

### Club

#### Competizioni nazionali
- Campionato costaricano: 7

Herediano: 2012, 2013, 2015, 2016, 2017, 2019
Alajuelense: 2020
- CONCACAF League: 2

Herediano: 2018
Alajuelense: 2020
- CONCACAF Central American Cup: 2

Alajuelense: 2023, 2024

### Individuale
- Guanto d'oro della CONCACAF League: 2

2018, 2020